# Granica Saint Martina i Sint Maartena
Granica Saint Martina i Sint Maartena, odnosno granica Francuske i Nizozemske, je 16 km duga granica između zajednice Saint Martin, prekomorske zajednice Francuske, i Sint Maartena, konstitutivne države Kraljevine Nizozemske, na otoku Svetom Martinu u Karibima. Otok površine 87 km2 podijeljen je otprilike u omjeru 3:2, pri čemu Francuskoj pripada 53 km2, a Kraljevini Nizozemske 34 km2. Međutim, dva dijela su približno jednaka u broju stanovnika.

## Opis
Granica počinje na zapadu u zaljevu Cupecoy, a zatim ide prema istoku, presijecajući cestu Rue de Terre-Basses/Rhine Road. Zatim prolazi kroz lagunu Simpson Bay između otoka Little Key (nizozemski) i Grand Islet (francuski). Na kopnu prelazi Rue de Hollande/Union Road i zatim skreće prema sjeveroistoku, preko brda Sint Peter, Mont des Accords, Concordia Hill, Marigot Hill, Mount Reward i Mount Flagstaff. Zatim skreće prema jugoistoku, a zatim prema istoku, završavajući na istoku u zaljevu Oysters Pond.

## Povijest
Povijesno dom starosjedilaca Arawaka i Kariba, otok Saint Martin prvi su otkrili Europljani 1493. godine kada je Kristofor Kolumbo plovio na svom drugom putovanju u Ameriku. U početku je otok bio sporan između Nizozemske i Španjolske, a Španjolci su povukli svoje zahtjeve 1640-ih, nakon čega su Francuzi počeli naseljavati sjever otoka. Kako bi izbjegle sukobe oko tog pitanja, Francuska i Nizozemska su 23. ožujka 1648. potpisale Ugovor iz Concordije koji je formalno podijelio otok na dvije jurisdikcije. Konačna granica je potvrđena 1817. Različite lokalne legende govore kako su granicu navodno odredili francuski i nizozemski dužnosnici koji su hodali oko otoka, a Nizozemci su dobili manje zemlje jer je njihov predstavnik bio pijan of jenevera.
Godine 1994. Francuska i Nizozemska potpisale su francusko-nizozemski ugovor o graničnim kontrolama Saint Martina, čime su poboljšane međusobne granične kontrole u njihovim zračnim lukama na otoku.
Danas postoji pokret i na Sint Maartenu i na Saint Martinu koji promiče ujedinjenje otoka, čime bi granica između njih nestala.